# Форсайт, Джеймс Уильям
Джеймс Уи́льям Форса́йт (англ. James William Forsyth; 1835—1906) — офицер армии США, участник Гражданской войны и Индейских войн.

## Биография

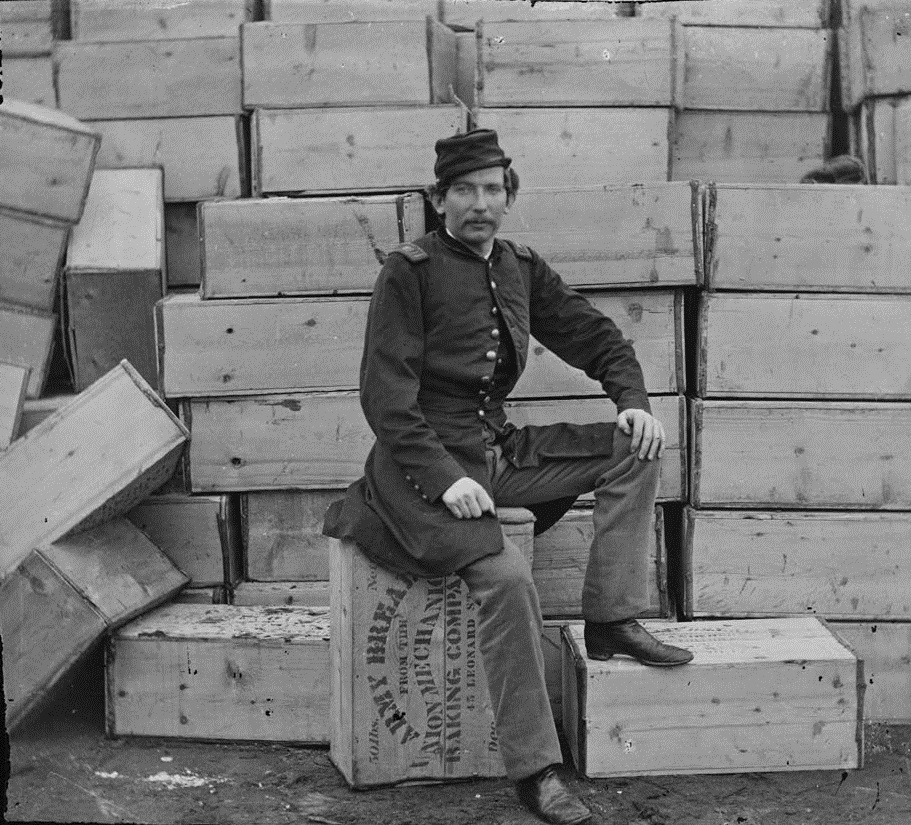
Дж. У. Форсайт

Джеймс Форсайт родился в городе Моми, штат Огайо. После окончании местной школы он поступил в Военную академию США в 1851 году.
После окончания Военной академии Форсайт в звании второго лейтенанта был зачислен в 9-й пехотный полк и отправлен на Тихоокеанское побережье Территории Вашингтон. Во время Гражданской войны в чине полковника сражался на стороне северян. В 1863 году Форсайт стал адъютантом генерала Филипа Шеридана. Завершил войну в чине бригадного генерала волонтёров.
После окончания Гражданской войны Форсайт остался на армейской службе. С 1868 года принимал участие в ряде военных кампаний против шайеннов, арапахо, команчей и кайова. Во время Франко-прусской войны в 1870 году был направлен в Европу.
В 1878 году во время Баннокской войны командовал 1-м кавалерийским полком. В июле 1886 года был произведён в полковники регулярной армии США и назначен командовать 7-м кавалерийским полком.
В декабре 1890 года Джеймс Форсайт руководил действиями своего полка во время инцидента у ручья Вундед-Ни. В ходе битвы погибло 25 солдат и 153 индейца, включая мужчин, женщин и детей. Большинство солдат были убиты своими же товарищами в возникшем хаосе. Жестокость кавалеристов 7-го полка вызвала резкое осуждение в стране и нарекания со стороны командования армии.
В 1894 году Форсайт получил звание бригадного генерала армии США, а в 1897 году был произведён в чин генерал-майора.
Джеймс Уильям Форсайт скончался 24 октября 1906 года в Колумбусе.